# (3174) Alcock
(3174) Alcock est un astéroïde de la ceinture principale.

## Description
(3174) Alcock est un astéroïde de la ceinture principale. Il fut découvert le 26 octobre 1984 à la station Anderson Mesa par Edward L. G. Bowell. Il présente une orbite caractérisée par un demi-grand axe de 3,14 UA, une excentricité de 0,17 et une inclinaison de 2,4° par rapport à l'écliptique.

## Compléments